# Testem benevolentiæ nostræ

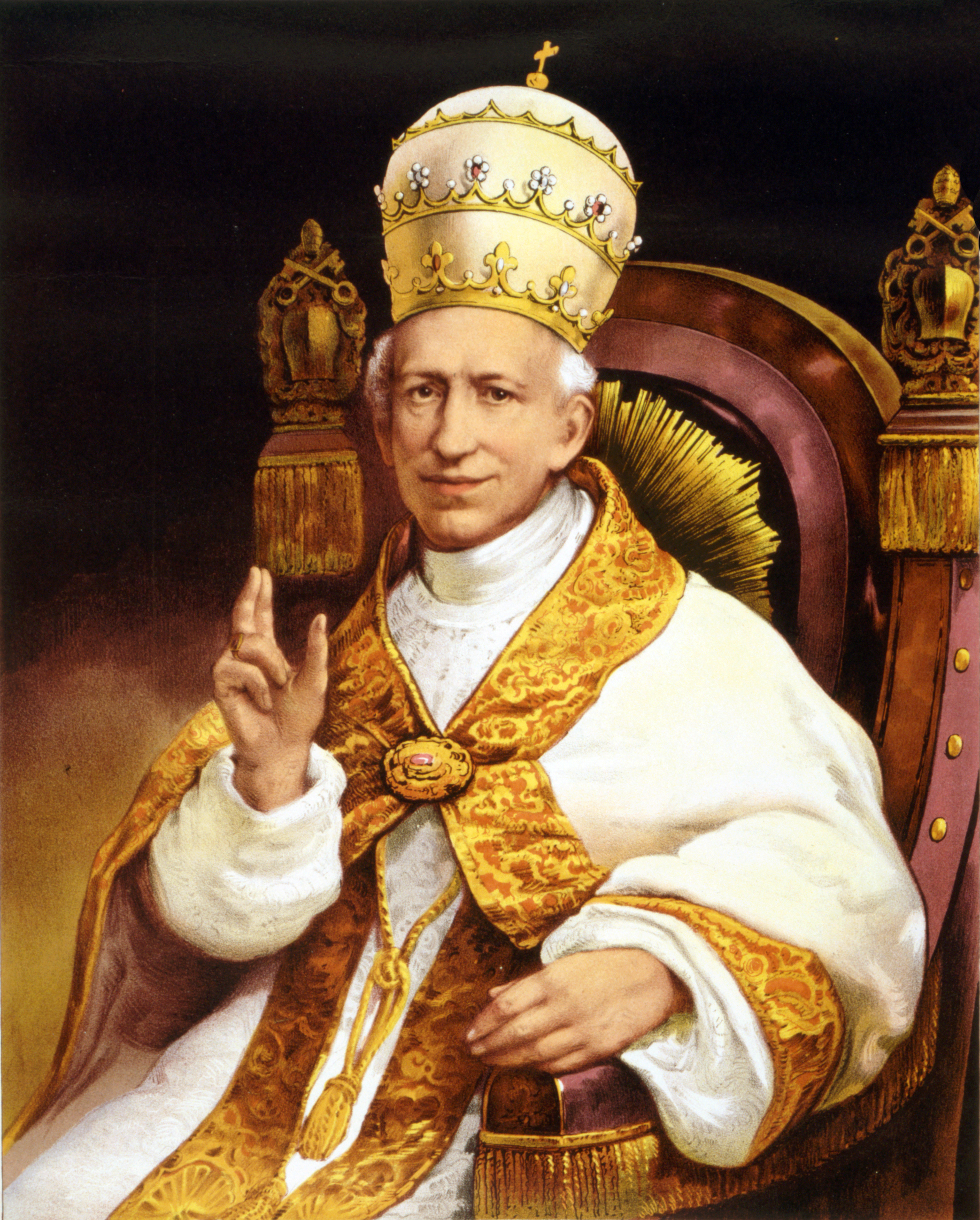
Léon XIII.

Testem benevolentiæ nostræ (latin pour « témoin de notre bonne volonté ») est une lettre apostolique écrite par le pape Léon XIII au cardinal James Gibbons, archevêque de Baltimore, aux États-Unis, et datée du 22 janvier 1899. Dans ce document, le pape dénonce une hérésie qu'il nomme « américanisme » et s'inquiète de l'Église catholique aux États-Unis, qui serait influencée par des valeurs considérées comme fortes dans ce pays, surtout le libéralisme et le pluralisme religieux, qui minent la doctrine catholique.

## Contexte

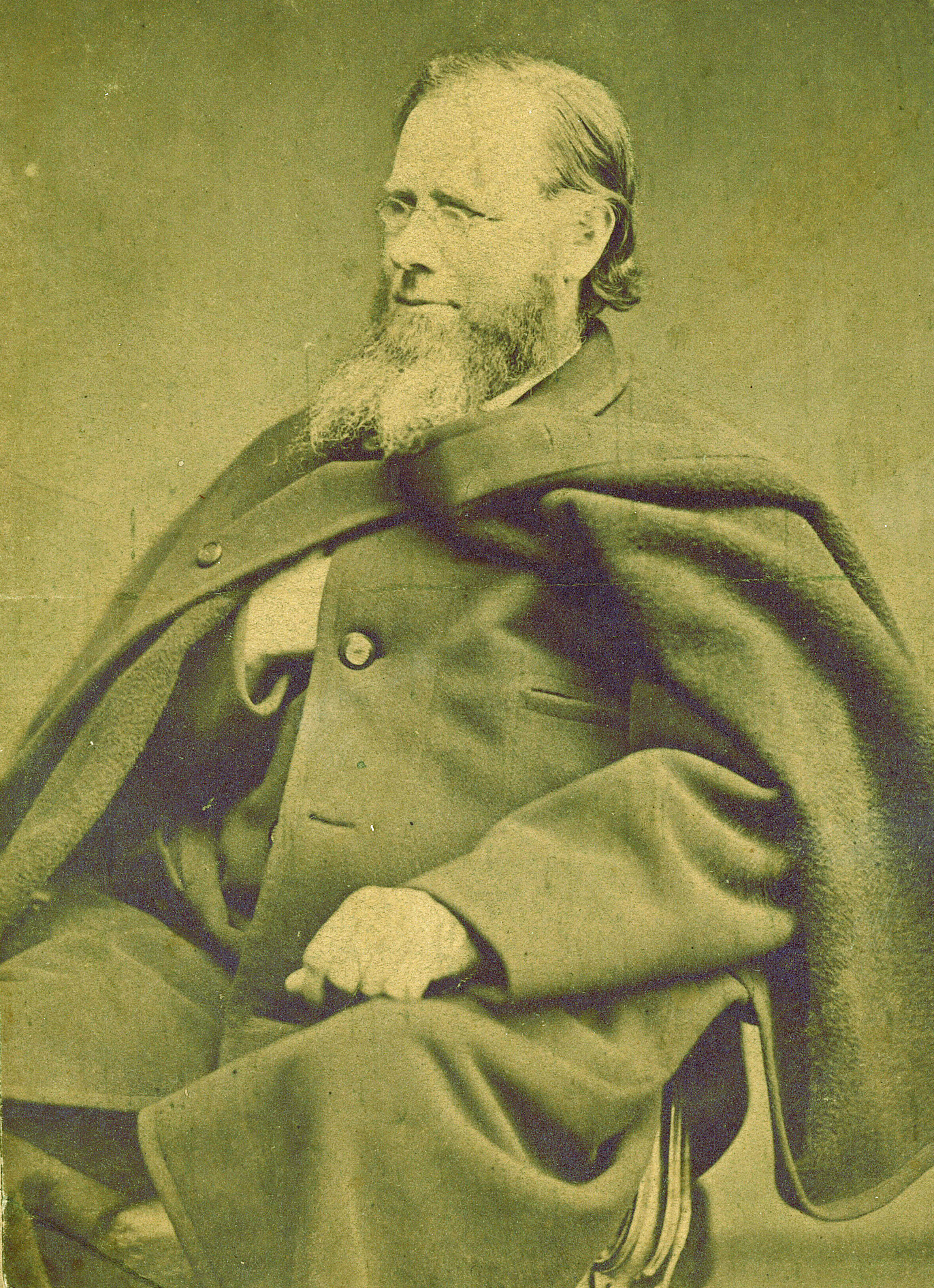
Isaac Hecker, prêtre catholique américain (1819-1888).

Cette lettre apostolique  est une mise en garde de Léon XIII à propos de la culture des catholiques américains. Elle constitue une réponse à la préface de la traduction en français de la biographie d'Isaac Hecker, fondateur des Paulistes. Cette biographie de Hecker par Walter Elliott, traduite par la comtesse de Ravilliax, est publiée en France onze ans après sa mort, survenue en paix avec l'Église, et sa traduction française est accompagnée d'une préface de l'abbé Félix Klein, au ton très libéral. Le pape Léon XIII passe en revue les opinions exprimées par le préfacier de cette biographie. En particulier, Klein dit que l'Église doit s'adapter à la nouvelle civilisation moderne et doit relâcher sa discipline non seulement en ce qui concerne les règles morales mais aussi en ce qui concerne le dépôt de la foi en minimisant certains points de la doctrine ou en leur donnant une nouvelle signification.

## Contenu

### Rejet du particularisme américain
Testem benevolentiae nostrae concerne le particularisme américain, notamment dans son multiculturalisme et sa conception de la liberté individuelle. Un grand nombre d'évêques et de fidèles américains estiment alors qu'il leur faut plus de latitude afin de mieux s'assimiler dans une nation majoritairement protestante. La lettre du pape rejette cette idée de « ceux qui conçoivent et voudraient une Église différente en Amérique de ce qu'elle est dans le reste du monde ». À l'époque, avec l'afflux d'immigrés aux États-Unis, les nouvelles paroisses sont érigées en fonction de l'origine des paroissiens : les paroisses dites « nationales » et non pas simplement territoriales. Cela cause des divergences d'opinion entre les évêques américains, certains favorisant les unes au détriment des autres. La lettre réitère que l'enseignement de l'Église doit être le même partout dans le monde et ne doit pas être ajusté pour s'adapter à une zone particulière.
Au  XIXe siècle, la doctrine catholique qualifiait le protestantisme d'hérésie, et le catholicisme était interdit ou entravé dans nombre de pays protestants. L'Église admettait toutefois que, si le protestantisme portait en soi les germes d'un sectarisme incessant et dangereux, une personne protestante pouvait être innocente de par le concept d'ignorance invincible. Les divers mouvements protestants étaient considérés à l'époque comme simplement hérétiques, et il n'était pas question d'« Églises sœurs ». En dehors de cette question, la lettre permettait aux catholiques de s'adapter aux normes américaines si elles n'entraient pas en conflit avec la doctrine ou l'enseignement moral de l'Église catholique.
En réalité, cette lettre intéressait plus les catholiques de France que ceux des États-Unis. De nombreux catholiques français s'étaient offusqués des opinions de l'abbé Klein, et des évêques américains partageaient leur point de vue, comme l'archevêque de New York, Michael Corrigan. La lettre était aussi, à certains égards, une manière pour le pape de mettre les catholiques français en garde contre le sécularisme lorsque le gouvernement français était foncièrement anti-catholique.
Léon XIII s'inquiète aussi du fait que les Américains s'attachent trop à l'individualisme, à tel point que la vie religieuse et les vocations monastiques et sacerdotales leur sont devenues incompréhensibles : « Votre pays, les États-Unis, n'a-t-il pas pris sa source dans la foi et la culture des enfants de ces familles religieuses ? ». Cela faisait aussi écho à l'anticléricalisme qui sévissait en France à l'époque.
Il était alors fréquent que les évêques américains fassent appel à des congrégations apostoliques pour répondre aux besoins grandissants des immigrés en matière d'enseignement et de soins, au détriment parfois des congrégations contemplatives, qui étaient moins valorisées. Le pape déclare à ce sujet : « Il ne faut pas non plus faire de différence de louange entre ceux qui suivent l'état actif de la vie et ceux qui, charmés par la solitude, se donnent à la prière et à la mortification corporelle. »

### Dérives de la liberté de la presse
En novembre 1892, Francesco Satolli, qui allait devenir le premier délégué apostolique aux États-Unis, s'exprime dans une réunion d'archevêques américains à New York et présente 14 propositions concernant la solution à des questions scolaires en discussion depuis longtemps. Le schéma de ces propositions a été publié dans la presse de manière inopportune avec des interprétations jugées incorrectes, voire malveillantes, ce qui a engendré d'âpres discussions.
Testem benevolentiae nostrae rejette une complète liberté de la presse : « Ces dangers, à savoir la confusion de la licence avec la liberté, la passion de discuter et de verser le mépris sur n'importe quel sujet possible, le droit assumé de tenir toutes les opinions comme également valables à loisir sur n'importe quel sujet et de les publier à la face du monde, ont tellement enténébré les esprits qu'il y a maintenant de plus en plus besoin de l'enseignement de l'Église, comme jamais auparavant, de peur que les gens ne deviennent indifférents à la fois de conscience et de devoir. ». Les partisans de la lettre ont compris que la liberté de presse devait avoir des limites à une époque où la diffamation, la calomnie et l'incitation à la violence faisaient florès dans la presse américaine. Les journaux colportaient en effet des rumeurs anticatholiques au sujet des couvents. En outre, la guerre hispano-américaine, survenue un an auparavant, à laquelle beaucoup de catholiques s'opposaient, était critiquée dans la presse de William Randolph Hearst, ce qui donnait encore l'occasion de fustiger les catholiques. En sens inverse, les opposants à la lettre estimaient qu'il s'agissait encore d'une manœuvre de Rome pour s'opposer à la démocratie et au progrès.
Toutefois, les deux parties s'accordaient sur le constat que Léon XIII n'avait pas utilisé un style comminatoire, comme ses prédécesseurs immédiats. Les critiques mettent en avant le caractère réactionnaire intrinsèque de la papauté, et les défenseurs de la lettre assurent que le pape dans son encyclique Longinqua a largement évoqué son amour de l'Amérique.

## Héritage et influence
L'héritage de Testem benevolentiae nostrae est en question. Parmi les catholiques traditionalistes, ce texte rencontre encore une large adhésion en se portant contre un certain œcuménisme dévoyé et surtout contre le libéralisme religieux. En revanche, certains spécialistes[Qui ?] estiment que cette lettre a empêché toute fécondité intellectuelle chez les catholiques durant la première moitié du XXe siècle. Pour d'autres, la portée de cette lettre a été largement exagérée. Cependant, elle a mis en lumière les relations difficiles entre la papauté et les États-Unis, qui n'a établi de pleines relations diplomatiques avec le Saint-Siège que sous la présidence de Ronald Reagan, dans les années 1980.
John L. Allen, Jr. estime que cette lettre visait directement les courants modernistes de France. Le cardinal James Gibbons et d’autres prélats américains ont répondu presque unanimement au Saint-Siège que les opinions incriminées n’avaient pas cours au sein du peuple  américain catholique et que Hecker n’a jamais entretenu la moindre opinion ou doctrine qui fût contraire aux principes catholiques entendus dans leur sens le plus strict.
La lettre a fait peu de bruit aux États-Unis : une grande partie des catholiques et de leur clergé n’étaient pas même au courant de la controverse. Elle est cependant utilisée en France par l’aile conservatrice de l’Église pour renforcer son influence et son opposition au ralliement à la république (1892).
Léon XIII, dans son encyclique In Amplissimo (1902), fera un éloge soutenu du catholicisme américain dans ses efforts et ses progrès, en demandant toutefois de régler la question noire et la question indienne.